# West Coast Swing

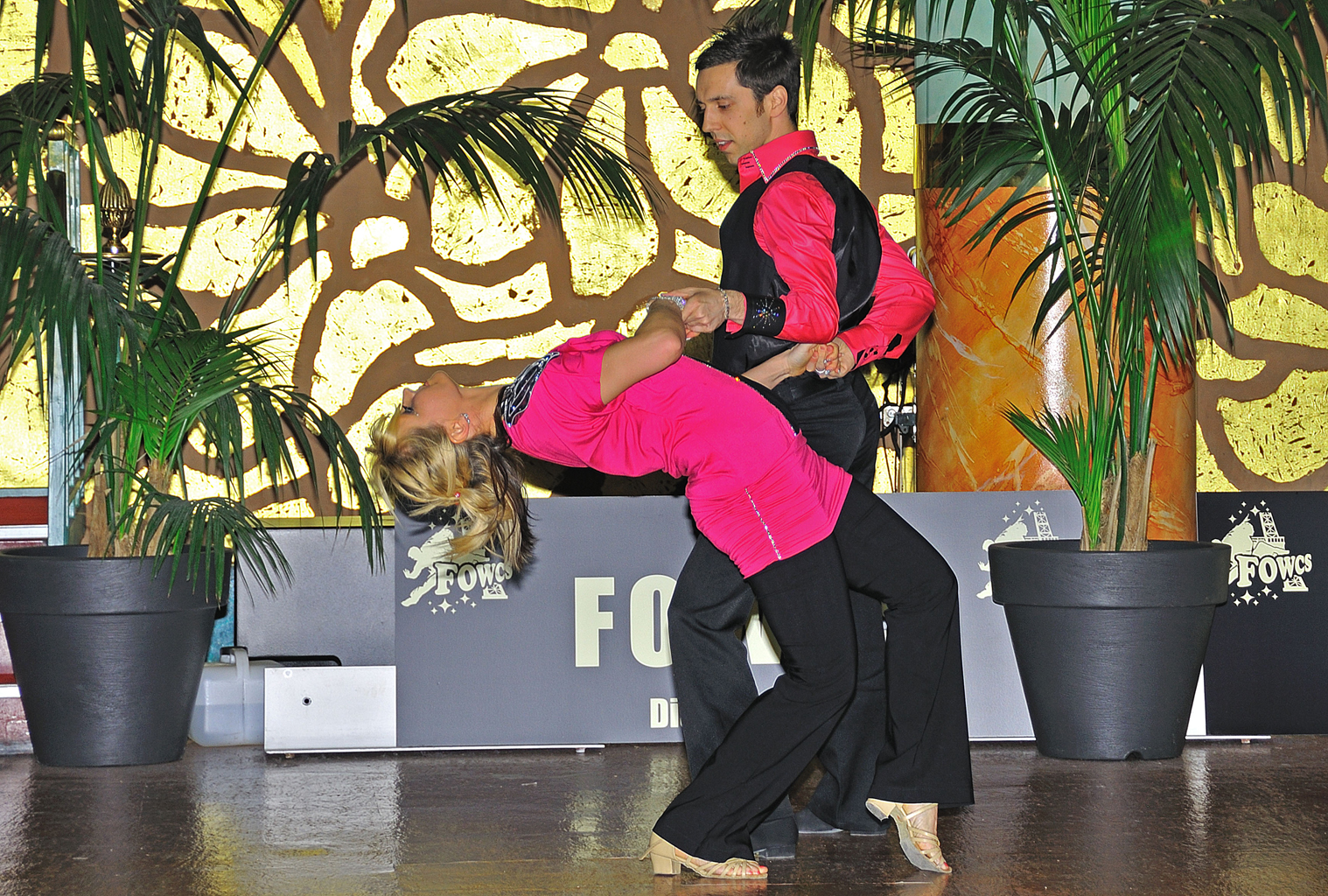
Un cuplu dansând West Coast Swing

West Coast Swing (WCS) este un dans social de cuplu derivat din Lindy Hop. 
Are câteva caracteristici principale: 
- Fiecare cuplu dansează într-o zonă fixă pe ringul de dans (o zonă dreptunghiulară) spre deosebire de tango argentinian de exemplu, care se dansează circular pe toată suprafața ringului.
- Are ca obiectiv improvizația și interpretarea muzicală și poate fi dansat pe majoritatea tipurilor de muzica de la R'n'B, Swing clasic, Jazz, Funk, Blues, Pop, Country, Western la Hip Hop.
- Partenera se deplasează înainte pe timpii "1" și "2" în majoritatea pașilor (figurilor) de bază.
- Majoritatea figurilor se încheie printr-o ancoră, element ce permite restabilirea conexiunii între parteneri.

Este dansul oficial al statului California.